# Као рани мраз
Као рани мраз је српски играни филм из 2010. године, филмски првенац познатог кантаутора  Ђорђа Балашевића, за који је он уједно написао сценарио и режирао га. Филм је премијерно приказан 19. априла 2010. године у Новом Саду.
Филм је рађен у копродукцији са продуцентским кућама из Босне и Херцеговине, Хрватске и Мађарске.
Интересантно је да је у филму учествовала комплетна породица Балашевић, Ђорђе као режисер и сценариста филма, његова супруга Оливера као продуцент и једна од глумица, ћерка Јелена као асистент редитеља, а ћерка Јована и син Алекса као глумци.

## Улоге
| Глумац            | Улога              |
| ----------------- | ------------------ |
| Даниел Ковачевић  | Васа Ладачки       |
| Раде Шербеџија    | стари Васа Ладачки |
| Мира Бањац        | скелеџија          |
| Јована Балашевић  | Мала Видра         |
| Никола Ђуричко    | Нађ Мандић         |
| Мустафа Надаревић | Веребеш            |
| Предраг Бјелац    | стари Никола       |
| Војин Ћетковић    | др Шефер           |
| Зијах Соколовић   | др Владимир        |
| Радоје Чупић      | Емил               |
| Мето Јовановски   | Видрин отац        |

## Музика
Битан сегмент филма је и музика. У филму пева мађарска певачица Марта Шебашћан, која је светску славу стекла филмом "Енглeски пацијент", а једну од нумера одсвирао је румунски виртуоз на Пановој фрули Георги Замфир.
Тамбуру и Панову фрулу, два на први поглед нимало сродна инструмента, Ђорђе Балашевић успео је да уједини у филму.